# Église Sainte-Thérèse-d'Avila-et-Sainte-Monique de la Butte Rouge
L'église Sainte-Thérèse-d'Avila, située 281 avenue de la Division-Leclerc à Châtenay-Malabry dans les Hauts-de-Seine en France, est une église catholique,.

## Historique
À cet endroit s'élevait une chapelle en bois dédiée à sainte Madeleine, qui desservait la cité de la Butte-Rouge.
La cité-jardin est agrandie de 1949 à 1965 par des immeubles collectifs de type grand ensemble.
Pendant cette période, une nouvelle église est érigée en paroisse le 18 janvier 1955 et bénie le 1er mai suivant par le cardinal Feltin

## Architecture

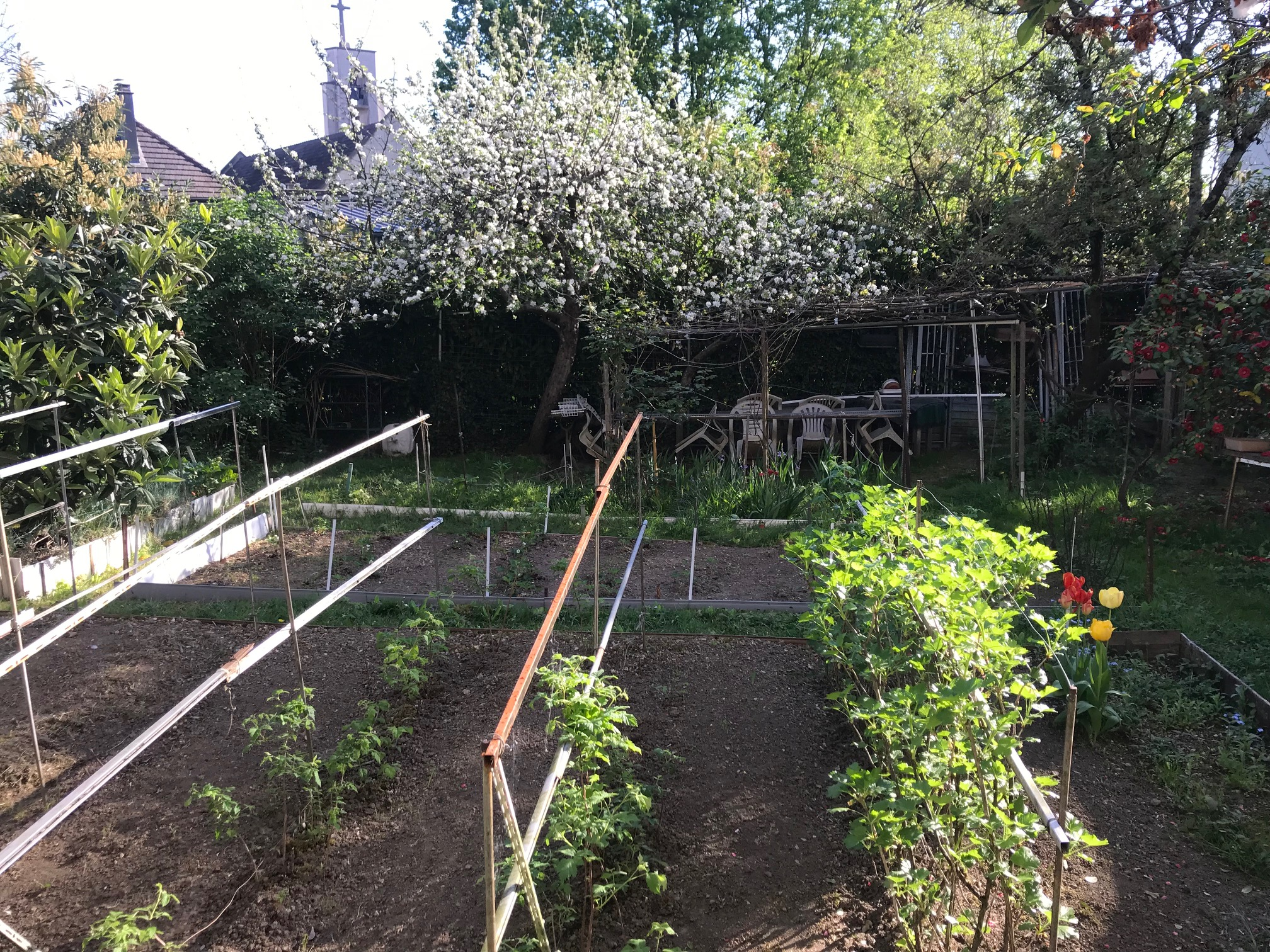
Le clocher vu des jardins.

## Pour approfondir